# 炭塵
炭塵（たんじん、英語: coal dust）は、破砕、研磨、粉砕などによって、石炭が微細な粉末になった状態。石炭は脆いため、その採掘や運搬、機械的処理の過程で炭塵が発生することがある。飛散粉塵のひとつである。
石炭を粉砕して粉塵状にすると、燃焼の速度と効率が向上し、石炭の取り扱いも容易になる。しかし、管理の行き届いた粉砕の環境や燃焼機器の外部の空気に浮遊する炭塵は、労働者にとって危険を孕んだものである。空中に浮遊する炭塵は、爆発性をもつ深刻な危険物であり、また、長期的にはこれを呼吸によって大量に吸引した人々に肺の疾患を発症させる恐れがある。
炭塵に加え、岩石由来の微粒子などを含めた粉塵を総称して坑内粉塵といい、特に坑道内の空気中に浮遊しているものを浮遊粉塵、坑道の床などに堆積しているものを堆積粉塵という。

## 粒子の大きさ
アメリカ合衆国などにおいては、炭塵の粒子の大きさは、メッシュという単位で測られることがよくあるが、これは篩の目の細かさに由来のするヤード・ポンド法の単位で、1インチ四方の中に篩の目がいくつ入るかという観点からの単位であり、数値が大きいほど粒子が細かいことを意味する。
炭塵とされる粒子の粒径は必ずしも明確に定義されていないが、通常は数百ミクロン以下と考えられている。

## 危険性
アメリカ合衆国では、職業安全衛生局 (OSHA) が、炭塵について、労働環境における法的な規制である許容暴露限界値 (PEL) を 1日8時間の労働において、2.4 mg/m3 (5% SiO2) と定めている。国立労働安全衛生研究所 (NIOSH) は、勧告暴露限界値 (REL)を 1日8時間の労働において、1 mg/m3（鉱山安全衛生局 (MSHA) 規格）、ないし、0.9 mg/m3（ISO/CEN/ACGIH 規格) と定めている。

### 暴露

炭塵爆発の3段階。（上）連鎖する炭塵爆発の最初の段階。（中）衝撃波に次いで火炎が広がる。（下）衝撃波によって新たに舞い上がった炭塵が遅れて到達した火炎によって着火し更なる爆発が発生する。

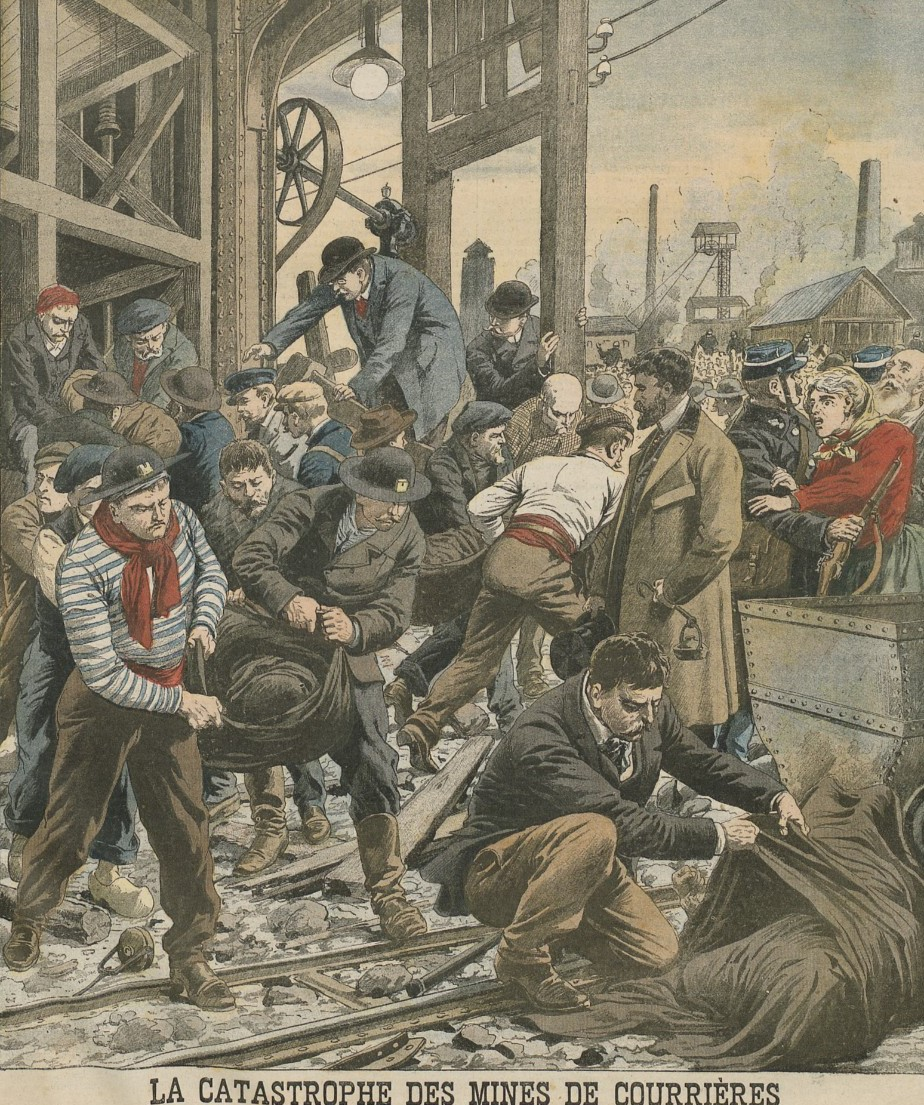
クリエール炭鉱事故を描いた『Le Petit Journal』の挿画。

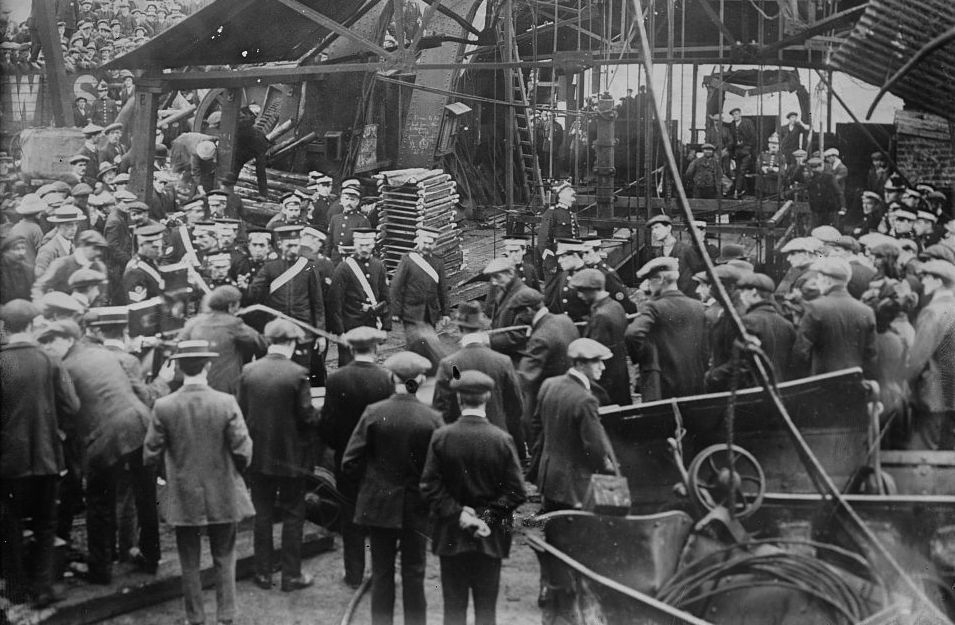
1913年10月、センゲニード炭鉱事故で炭塵爆発が発生した後、立坑坑口に集まった群衆。

空中に浮遊する炭塵は、石炭の塊よりも重量あたりの表面積が遥かに大きくなるため、爆発しやすく、自然発火するおそれが大きい。結果的に、ほとんど空になっている石炭貯蔵庫は、石炭が満載された状態よりも、爆発の危険性が高くなる。爆発を防止するおもな手法としては、安全ランプの使用、坑道に設ける石材の覆いによる炭塵飛散の抑制、機材や人員への水かけ、効率的な換気の確保などがある。
また別の炭塵爆発防止策としては、岩石由来の粉塵を入れるという手法もあり、通常は、粉砕された石灰岩を用いて温度が高くなった坑内ガスの熱を吸収させる。この手法は1990年代はじめから使われ出したが、その後、技術的に大きな進歩があった。
史上最悪の鉱山事故は、炭塵の粉塵爆発によって引き起こされており、1913年にサウス・ウェールズのセンゲニードで起きたセンゲニード炭鉱事故では 439人の坑夫が死に、1906年にフランス北部で起きたクリエール炭鉱事故では犠牲者が 1099人にのぼり、1962年にドイツのルイゼンタール炭鉱で発生した事故 299人、そして最も多くの死者が出た1942年の中国の本渓湖炭鉱における事故では 1,549人が犠牲となった。こうした事故は、通常、坑内爆発性ガスの爆発から始まり、その衝撃波が坑内の床に積もっていた炭塵を舞い上げ、爆発性の高い気体ができてしまう。このような仕組みについては、1844年の時点でマイケル・ファラデーとチャールズ・ライエルが、ダラム州ハスウェル の炭鉱で調査をおこなって、すでに解明していたが、彼らの結論は同時代には無視されていた。

### 肺や皮膚の被害
英語の表現では「炭鉱夫の塵肺 (coalworker's pneumoconiosis)」とか「黒肺病 (black lung disease)」と称される石炭塵肺は、炭塵の吸引によって引き起こされる疾病であり、多くは炭鉱で生じた炭塵に由来する。アメリカ合衆国の関係官庁は、炭塵の吸引について、暴露限界値の指針を示している。

## エネルギー源として
火力発電所で使用する石炭は、石炭粉砕機と称される機械で粉砕される。こうして生産された微粉炭 (powdered coal, pulverized coal) は、化石燃料火力発電所で発電に用いられる。微粉炭は、粉砕機から発電施設まで大量に空気とともに送られるため、爆発の危険がある。微粉炭を送り込む流れの勢いが弱まり、燃焼室の火炎が、燃料を供給しているダクト側に逆流してしまうと、爆発が起こる。